# Timothy Loubineaud
Timothy Loubineaud (* 5. Juni 1996) ist ein französischer Inline-Speedskater und Eisschnellläufer.

## Werdegang
Loubineaud startete im Eisschnelllauf in der Saison 2019/20 in Minsk erstmals im Weltcup und wurde bei den Europameisterschaften 2020 in Heerenveen Elfter über 5000 m sowie Neunter im Massenstart. Beim Saisonhöhepunkt, den Einzelstreckenweltmeisterschaften 2020 in Salt Lake City, belegte er den 14. Platz im Massenstart, den zehnten Rang über 5000 m und den siebten Platz über 10.000 m. In den folgenden Jahren lief er bei den Europameisterschaften 2022 in Heerenveen auf den neunten Platz im Massenstart und bei den Europameisterschaften 2023 in Hamar auf den 12. Rang im Großen Vierkampf. Zudem kam er bei den Einzelstreckenweltmeisterschaften 2021 in Heerenveen auf den 20. Platz über 5000 m sowie auf den 12. Rang über 10.000 m und bei den Einzelstreckenweltmeisterschaften 2023 in Heerenveen auf den 22. Platz im Massenstart sowie auf den 19. Rang über 5000 m. In der Saison 2023/24 wurde er mit drei Top-Zehn-Platzierungen Neunter im Massenstart-Weltcup und belegte bei den Europameisterschaften 2024 in Heerenveen den 17. Platz im Massenstart, den siebten Rang über 5000 m sowie den fünften Platz in der Teamverfolgung. Beim Saisonhöhepunkt, den Einzelstreckenweltmeisterschaften 2024 in Calgary, lief er auf den 13. Platz im Massenstart sowie auf den achten Rang in der Teamverfolgung und verpasste als Vierter über 5000 m um 3,15 Sekunden eine Medaille. In der Saison 2024/25 holte er im Massenstart in Nagano sowie in Calgary seine ersten Weltcupsiege und erreichte damit den neunten Platz im Weltcup über 5000/10.000 m sowie den dritten Platz im Massenstart-Weltcup. Bei den Einzelstreckenweltmeisterschaften 2025 in Hamar wurde er Neunter über 5000 m, jeweils Siebter über 10.000 m sowie in der Teamverfolgung und Sechster im Massenstart.
Bei französischen Meisterschaften siegte er bisher zweimal über 5000 m (2024, 2025).
Im Inline-Speedskating gewann Loubineaud bei den Inline-Speedskating-Weltmeisterschaften 2019 in Barcelona die Silbermedaille im 10.000-Meter-Punkterennen auf der Straße.

## Erfolge

### Einzelstrecken-Weltmeisterschaften
- 2020 Salt Lake City: 7. Platz 10.000 m, 10. Platz 5000 m, 14. Platz Massenstart
- 2021 Heerenveen: 12. Platz 10.000 m, 20. Platz 5000 m
- 2023 Heerenveen: 19. Platz 5000 m, 22. Platz Massenstart
- 2024 Calgary: 4. Platz 5000 m, 8. Platz Teamverfolgung, 13. Platz Massenstart
- 2025 Hamar: 6. Platz Massenstart, 7. Platz Teamverfolgung, 7. Platz 10.000 m, 9. Platz 5000 m

### Europameisterschaften
- 2020 Heerenveen: 9. Platz Massenstart, 11. Platz 5000 m
- 2022 Heerenveen: 9. Platz Massenstart
- 2023 Hamar: 12. Platz Großer Vierkampf
- 2024 Heerenveen: 5. Platz Teamverfolgung, 7. Platz 5000 m, 17. Platz Massenstart

### Weltcupsiege im Einzel
| Nr. | Datum             | Ort     | Disziplin   |
| --- | ----------------- | ------- | ----------- |
| 1.  | 24. November 2024 | Nagano  | Massenstart |
| 2.  | 26. Januar 2025   | Calgary | Massenstart |

### Persönliche Bestleistungen im Eisschnelllauf
| Disziplin | Zeit         | Datum             | Ort            |
| --------- | ------------ | ----------------- | -------------- |
| 500 m     | 38,31 s      | 16. Dezember 2023 | Inzell         |
| 1500 m    | 1:48,89 min  | 16. Dezember 2023 | Inzell         |
| 3000 m    | 3:47,09 min  | 2. Januar 2021    | Inzell         |
| 5000 m    | 6:07,05 min  | 28. Januar 2024   | Salt Lake City |
| 10.000 m  | 12:44,18 min | 25. Januar 2025   | Calgary        |